# Kassandra Jappont
Kassandra Jappont (* 21. Oktober 1994 in Le Lamentin) ist eine französisch-kongolesische Handballspielerin, die für die Nationalmannschaft der Republik Kongo aufläuft. Sie spielte zu Beginn ihrer Karriere auf der Position Linksaußen und wechselte später in den rechten Rückraum.

## Karriere

### Im Verein
Jappont, die von der Insel Martinique stammt, begann das Handballspielen im Alter von 13 Jahren in der französischen Gemeinde Toury. Später schloss sie sich der U-17-Mannschaft von CJF Fleury Loiret Handball an. Mit der U-18-Mannschaft von Fleury wurde sie französische Vizemeisterin. In der Saison 2012/13 bestritt sie drei Partien in der Division 1 für die Damenmannschaft von Fleury. Im Jahr 2013 schloss sie sich dem Drittligisten USM Montargis an. Jappont wechselte im Sommer 2017 zum französischen Viertligisten Narbonne Handball, mit dem sie ein Jahr später aufstieg. Im Sommer 2019 schloss sie sich dem Drittligisten Bergerac Périgord Pourpre Handball an. Seit der Saison 2022/23 steht sie beim Drittligisten HBC Thuir unter Vertrag.

### In Auswahlmannschaften
Jappont nahm mit der Nationalmannschaft der Republik Kongo an der Weltmeisterschaft 2021 teil und schloss das Turnier auf Platz 23 ab. Jappont erzielte im Turnierverlauf fünf Treffer. Im darauffolgenden Jahr gewann sie mit Kongo die Bronzemedaille bei der Afrikameisterschaft. Bei ihrer zweiten Teilnahme an einer Weltmeisterschaft im Jahr 2023, bei der sie 20 Tore warf, beendete Kongo das Turnier auf Rang 26.